# Julie Eichholz
Julie Josefina Catharina Eichholz (* 22. März 1852 als Julie Josefina Catharina Levy in Zweibrücken; † 23. Dezember 1918 in Hamburg) war eine deutsche Frauenrechtlerin.

## Leben
Die aus Zweibrücken stammende Eichholz war verheiratet mit dem Juwelier Franz Eichholz. Das Ehepaar hatte die Söhne Max und Jaques (* 24. März 1884). Max Eichholz entwickelte sich in der Weimarer Republik zu einem bekannten Rechtsanwalt und Politiker. Im Herbst 1896 gründete sie gemeinsam mit anderen Frauen die Hamburger Ortsgruppe des Allgemeinen Deutschen Frauenvereins (ADF), die sich für „Fraueninteressen“ einsetzte und mehrere bedeutende Einrichtungen für Mädchen und Frauen ins Leben rief. Julie Eichholz engagierte sich insbesondere im Rechtsschutz. Sie richtete im Verein eine entsprechende Abteilung mit Beratungsstelle ein. Seit Beginn des Jahres 1897 sprach sie mit Frauen während einer kostenlosen wöchentlichen Sprechstunde und half damit, die Rechtsstellung von Frauen, insbesondere im Ehe- und Güterrecht sowie im Strafrecht zu verbessern. Überregional beteiligte sich Eichholz unter anderem in der Rechtskommission des Bundes Deutscher Frauenvereine (BDF).
Als Vorsitzende der Hamburger Ortsgruppe des ADF versuchte Eichholz von 1900 bis 1904, den Verein innerhalb der Frauenbewegung als „Parteiverein der Gemäßigten“ zu positionieren. Somit wollte sie einen Gegenpol zu den aufkommenden „radikalen“ Strömungen bilden. Eichholz geriet darüber in Streit mit Helene Bonfort, die dies ablehnte und alle Ausrichtungen der Frauenbewegung im ADF vereinen wollte. Die Regelungen zur Prostitution verursachten weitere Konflikte: während Eichholz jegliche Änderungen der bestehenden Reglementierungen ablehnte, forderte Bonfort Gesetzesreformen. Die Ortsgruppe wählte Eichholz aufgrund des Konflikts 1904 ab; Bonfort übernahm den Vorsitz.
In den folgenden Jahren widmete sich Eichholz den von ihr gegründeten Organisationen, die sie weiter ausbaute. Dazu gehörten die Rechtsschutzstelle, der seit 1902 existierende Verband Norddeutscher Frauenvereine (FVN) und der 1904 gegründete Hamburger Hausfrauenverein, der eine Ausgründung des ADF war.
Im Hausfrauenverein wollte Eichholz alle Hamburger Hausfrauen dazu bewegen, sich für eine sachgerechte Reglementierung der „Dienstbotenregelung“ einzusetzen. Obwohl der Verein viele Mitglieder gewinnen konnte, scheiterte Eichholz mit ihrem Vorhaben. Im FVN schlossen sich dagegen bis 1912 62 Vereine zusammen. Damit verschärfte sich der Konflikt Eichholz mit dem ADF, der bereits bei den Auseinandersetzungen mit Helene Bonfort aufgetreten war. Im Gegensatz zum ADF und den „Radikalen“ verfolgte Eichholz das Ziel, eine gemäßigte Organisation der Frauenbewegung aufzubauen, die auf Regionalverbänden basierte. In Folge der Streitigkeiten traten die von Eichholz gegründeten Vereine 1911 aus dem ADF aus und arbeiteten fortan selbstständig.

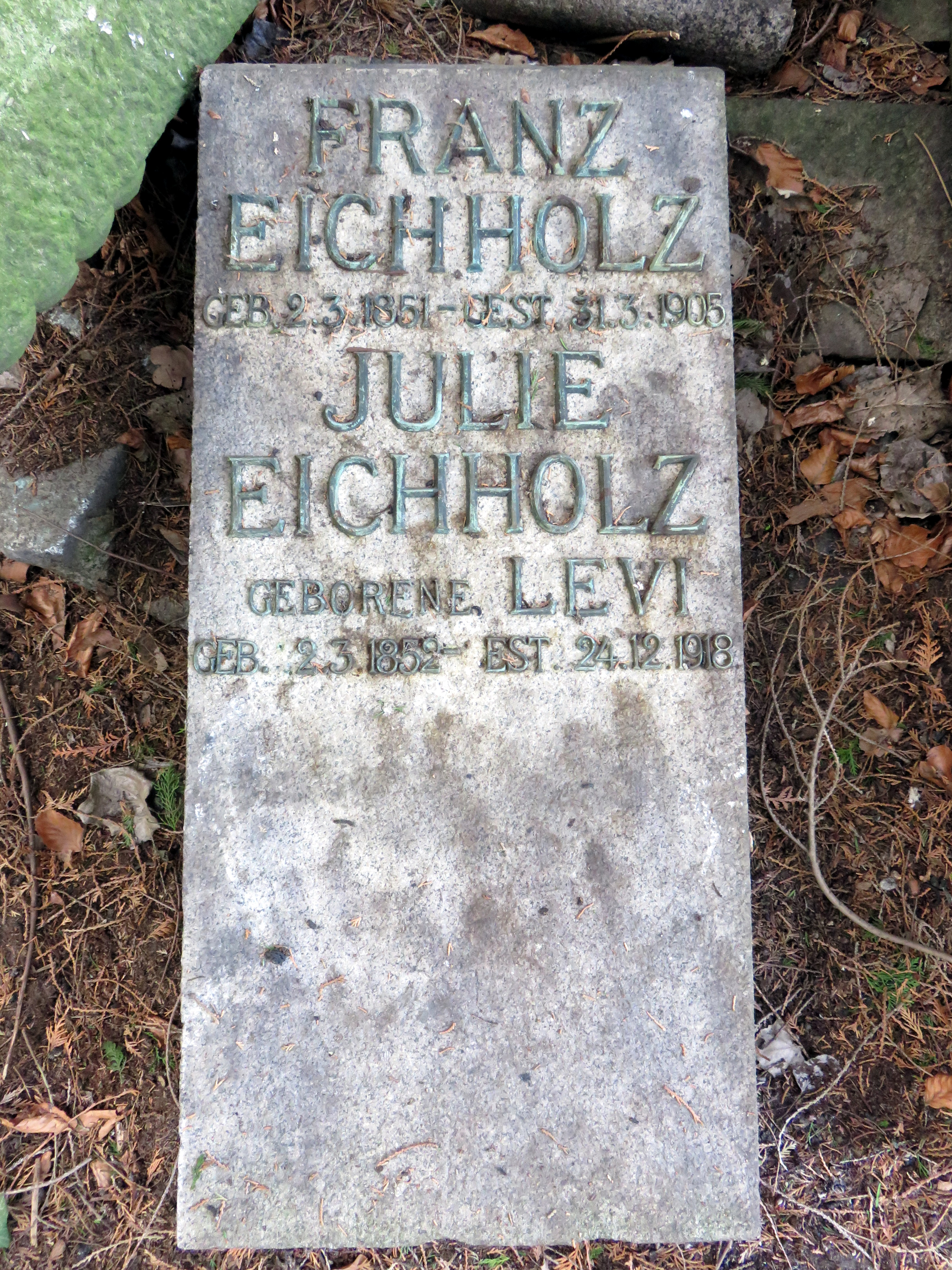
Grabstein Julie Eichholz, Jüdischer Friedhof

Eichholz persönlich verfolgte als Frauenrechtlerin zunehmend den Grundgedanken des Rechts auf weibliche Selbstbestimmung. 1908 engagierte sie sich in einer „Denkschrift“ anlässlich der „Frauenforderungen zur Strafrerechts-Reform. Kritik und Reformvorschläge“.  Die Schrift war an die Verbände und Vereine des Bundes Deutscher Frauenvereine adressiert. Ergo handelte es sich nicht um direkt an den Gesetzgeber gerichtete Forderungen. Des Weiteren betonte Eichholz den lediglich „informativen Charakter“ der Schrift. Die Schrift setzt sich mit einzelnen Tatbeständen des RStGB von 1871 auseinander. Die Ausführungen nahmen insbesondere auf die Strafproßesordnung und auf Fragen des Strafvollzuges Bezug. Demgemäß lag der Schwerpunkt der Schrift auf Gesetzesnormen, welche eine vermeintlich unbillige Härte gegen Kinder, Heranwachsende und Frauen entfalteten. Bemerkenswert war Eichholz Blick nicht nur auf die theoretisch-normative Ebene, sondern auch auf die praktische Wirkweise der Normen. So plädierte sie für eine umfassende Berücksichtigung der mittelbaren Folgen, die diverse Regelungen des Sittlichkeitsstrafrechts mit sich bringen könnten und forderte die stärkere Beachtung von sozialen Realitäten.
Als Vorsitzende des Hausfrauen- und Rechtsschutzvereins schrieb sie Artikel zu juristischen Fragestellungen. Diese erschienen in der Hamburger Presse, darunter in der Hamburger Frauenzeitung, die das Organ des Hamburger Hausfrauenvereins war. Nach dem Tod ihres Mannes zahlte Eichholz ab 1913 Abgaben an die Jüdische Gemeinde Hamburg. Es ist daher davon auszugehen, dass sie zu diesem Zeitpunkt erstmals oder wieder der Gemeinde angehörte.
Von 1914 bis zu ihrem Tod Ende 1918 trat Eichholz nur noch gelegentlich öffentlich oder in Frauenorganisationen für die Kriegshilfe, in denen auch der Hausfrauenverein sozial wirkte, in Erscheinung. Sie starb unerwartet an den Folgen eines Schlaganfalls.
Julie Eichholz wurde auf dem Jüdischen Friedhof Ilandkoppel in Hamburg-Ohlsdorf  beigesetzt (Planquadrat C9).